# 武田浩一
武田 浩一（たけだ こういち、1963年〈昭和38年〉6月19日 - ）は、日本の政治家、実業家。自由民主党所属の宮崎県議会議員（3期）。元串間市議会議員（3期）。宮崎県串間市出身。宮崎県議会自由民主党幹事長などを歴任した。2025年6月6日、串間市長選挙への立候補を表明した。

## 経歴
串間市大束胡桃ケ野に生まれる。大束小学校、大束中学校を経て、1982年（昭和57年）に宮崎県立福島高等学校を卒業。1986年（昭和61年）、久留米大学商学部卒業。
大学卒業後、串間市に帰郷し、地元スーパー「スーパーたけだ」に勤務。2007年（平成19年）には家業を法人化し、有限会社武田商店（屋号：酒のたけだ）を設立、代表に就任した。
また、小学生の頃より柔道を始め、講道館柔道二段を取得している。

## 政治経歴
2010年（平成22年）、串間市議会議員選挙に初当選。その後、2011年、2015年の選挙でも再選され、市議を3期務めた。市議在任中は副議長、議会運営委員長などを歴任した。
2017年（平成29年）、宮崎県議会議員選挙に出馬し初当選。2019年、2023年にも再選され、現在3期目である。これまでに、環境農林水産常任委員長、商工建設常任委員、総務政策常任委員会、南海トラフ対策特別委員会などを務め、防衛議員連盟では事務局長を担当した。